# الحماطة (مسورة)

تعديل مصدري - تعديل

الحماطة هي إحدى قرى عزلة دثران ال علوي بمديرية مسورة التابعة لمحافظة البيضاء، بلغ تعداد سكانها 461 نسمة حسب تعداد اليمن لعام 2004.